# António Pinto de Freitas
António Pinto de Freitas (1925 — Lisboa, 3 de Julho de 2014) foi um arquiteto português.

## Biografia
Licenciou-se em Arquitectura na Escola de Belas-Artes de Lisboa em 1957.
Iniciou a actividade profissional no ateliê do Arq.º Nuno Teotónio Pereira em 1948, onde colaborou em vários projectos até 1956.
Colaborou com o Arq.º Manuel Tainha de 1951 a 1957, tendo participado no "Concurso duma Piscina para o Tamariz" (projecto que obteve o 1.º prémio).
De 1955 a 1958, participou no Inquérito à Arquitectura Popular em Portugal (Zona 4 – Estremadura, Ribatejo e Beira Litoral), em equipa com Nuno Teotónio Pereira e Francisco Silva Dias.
Na segunda metade da década de 1950 e início de 60 trabalhou com José Rafael Botelho no Gabinete de Urbanização da Câmara Municipal de Almada, participando nomeadamente na Proposta de Criação do Parque Nacional da Península de Setúbal (apresentado à DGSU-MOP).
Em 1960-62, sob a direcção do Arq.º José Rafael Botelho, integrou o GTH (Gabinete Técnico de Habitação) da CML, tendo participado nos trabalhos conducentes à elaboração do Plano de Urbanização de Olivais Sul e sua concretização.
Em 1965-66, estagiou em Paris e Montpellier (Languedoc-Roussillon), como bolseiro do Governo Francês, tendo frequentado o curso "Techniques Modernes de l'Urbanisme", do Ministère de la Construction.
Entre 1960 e 1969 publicou diversos artigos relacionados com urbanismo e arquitectura, em revistas ("Arquitectura", "Binário" e "Vértice") e jornais ("Diário de Lisboa", "Diário de Notícias", "Jornal de Letras e Artes", "Correio das Ilhas"). Participou no Colóquio de Urbanismo do Funchal (1969) com  a comunicação "Equipamento Urbano".
Nas décadas de 1970-80 integrou o quadro técnico da Direcção-Geral da Aeronáutica Civil, onde elaborou o 1.º Plano Director do Aeroporto de Lisboa, tendo posteriormente transitado para a ANA-EP como Director do Serviço de Planeamento e Coordenação, com a responsabilidade do planeamento e a coordenação das infraestruturas aeronáuticas do Aeroporto de Lisboa e, simultaneamente, do acompanhamento dos estudos relacionados com o "Novo Aeroporto de Lisboa-NAL". Foi ainda responsável pela elaboração do 2.º Plano Director do Aeroporto de Lisboa e pela apreciação do "Relatório do Consórcio TAMS/Profabril" sobre o NAL (1982), bem como pelo lançamento do concurso para a Aerogare 2 (Portela) e ainda pelas posteriores actividades relacionadas com o respectivo projecto de execução vencedor (Grupo de Planeamento e Arquitectura-GPA). Reformou-se da ANA-EP em 1986.
Ao longo de toda a sua carreira participou activamente nos trabalhos do Sindicato Nacional dos Arquitectos / Associação dos Arquitectos Portugueses (atual Ordem dos Arquitetos); foi eleito para a Direção da Secção Regional do Sul no mandato de 1966-68 (impedido de exercer as funções por razões de ordem política); eleito Presidente da Assembleia Geral da Secção Regional do Sul da mesma Associação (década de 1980).
António Pinto de Freitas foi Membro Honorário da Ordem dos Arquitetos desde 2003.

## Alguns projetos e obras
- 1958 –  Anteplano de Urbanização da Vila da Batalha, em coautoria com os arquitetos Inácio Peres Fernandes e José Galhoz.
- 1958 – Conjunto de 400 habitações económicas (CML), Olivais-Norte, Lisboa; em co-autoria com o Arq. Nuno Teotónio Pereira; Prémio Valmor, 1967.[6][7]
- 1959 –  Conjunto de 15 moradias em Alferragide.
- 1960-68 – Participação em vários trabalhos de urbanismo com o Arq. José Rafael Botelho, nomeadamente para Alferragide (1960), Beja (1960), Península de Setúbal (1962), Arrábida (1963), Zona Atlântica entre Trafaria e Fonte da Telha (1964-65), Azeitão (1966) e Beja (1967-68).
- 1962 – Edifício de habitação na Rua Sargento José Paulo dos Santos, Olivais, Lisboa, em co-autoria com Nuno Teotónio Pereira.[8]
- 1966 – Projeto de recuperação do Santuário de Nossa Senhora do Cabo Espichel (DGEMN do Ministério das Obras Públicas), em co-autoria com Francisco Silva Dias e Francisco Keil do Amaral).[9]
- 1966-69 – Colaboração, em Lisboa, no Gabinete de Urbanização da Câmara Municipal do Funchal (dirigido pelo Arq. José Rafael Botelho).
- 1970 – Projeto para a instalação de uma pousada no Forte de Milreu, Ericeira (DGEMN/MOP) – não construído.[10]

## Algumas publicações
- "Tradicionalismo e Evolução". Revista Arquitectura, n.º 66, Dezembro de 1959.
- "O Conjunto da Senhora do Cabo no Espichel". Revista Arquitectura, n.º 70, Março de 1961.
- "Bairros Clandestinos". Revista Arquitectura, n.º 73, Dezembro de 1961.
- "A  Arquitectura na 2ª Exposição Gulbenkian". Jornal de Letras e Artes, n.º 13, 1961.
- Freitas, António Pinto de; Keil do Amaral, Francisco – "O Santuário da Senhora do Cabo no Espichel". Lisboa: Fundação Calouste Gulbenkian.
- "A Senhora do Cabo Espichel. Necessidade da Protecção deste Conjunto Arquitectónico". Jornal de Letras e Artes, n.º 20, Fevereiro de 1962.
- "Centros Urbanos". In: Jornal de Letras e Artes, n.º 32, 1962.
- Botelho, José Rafael; Freitas, António Pinto de; Dias, Francisco da Silva; Barreto, Viana; Rego, Manuel Sena – "Plano Director do Parque Nacional da Península de Setúbal". Revista  Arquitectura, n.º 89-90, Dezembro de 1965.
- Botelho, José Rafael; Freitas, António Pinto de; Dias, Francisco da Silva; Barreto, Viana; Rego, Manuel Sena – "Développement Touristique et Mise en Valeur  de la Côte d´Arrábida". Urbanisme, n.º 87, 1965.
- "Trabalho, Lazer e Cultura". Revista Arquitectura, n.º 103, Maio-Junho de 1968.